# Dietmar Klinger
Dietmar Klinger (* 8. Januar 1958 in Essen) ist ein ehemaliger deutscher Fußballspieler. Sein Sohn Mario Klinger ist ebenfalls Fußballprofi.

## Karriere
Klinger begann seine Karriere bei Schwarz-Weiß Essen, wo er ab der Saison 1975/76 zum Profikader gehörte. In der Winterpause der Saison 1977/78 wechselte er zum Lokalrivalen Rot-Weiss Essen, mit dem er bis 1983 in der 2. Bundesliga spielte. Ab der Saison 1983/84 spielte er mit Bayer 05 Uerdingen in der 
Bundesliga. Mit Bayer 05 Uerdingen gewann er 1985 den DFB-Pokal und gehörte zum Team, das im Europapokal das Wunder von der Grotenburg schaffte. Es war der Pokalsieger-Wettbewerb 1985/86, als Dynamo Dresden mit 7:3 besiegt wurde und Uerdingen erst im Halbfinale an Atlético Madrid scheiterte; Dietmar Klinger kam in dieser Saison auf insgesamt acht Europapokaleinsätze. Im UEFA-Pokal 1986/87 bestritt er vier Spiele und schied im Achtelfinale gegen den FC Barcelona aus. 1991 verließ er Bayer 05 Uerdingen. Klinger ließ sich reamateurisieren und spielte noch jeweils eine Saison lang mit dem Wuppertaler SV und Schwarz-Weiß Essen in der Oberliga Nordrhein, bevor er seine Karriere 1993 beendete.
Für Bayer 05 Uerdingen bestritt Dietmar Klinger insgesamt 208 Bundesligaspiele, darüber hinaus kam er auf 234 Zweitligaeinsätze und insgesamt 35 DFB-Pokalspiele.
Klinger ist Co-Trainer bei den Sportfreunden Niederwenigern und ist bei der Stadtverwaltung Essen tätig.